# Arthroleptis nikeae
Espèce
Statut de conservation UICN

 CR B1ab(iii)+2ab(iii) : 
En danger critique
Arthroleptis nikeae est une espèce d'amphibiens de la famille des Arthroleptidae.

## Répartition
Cette espèce est endémique de Tanzanie. Elle se rencontre dans la Mafwemiro Catchment Forest Reserve à 1 900 m d'altitude dans les monts Rubeho.

## Étymologie
Cette espèce est nommée en l'honneur de Nike Doggart.

## Publication originale
- Poynton, 2003 : A new giant species of Arthroleptis (Amphibia: Anura) from the Rubeho Mountains, Tanzania. African Journal of Herpetology, vol. 52, p. 107-112.